# Вілкерсон (Каліфорнія)
Вілкерсон (англ. Wilkerson) — переписна місцевість (CDP) в США, в окрузі Іньйо штату Каліфорнія. Населення — 543 особи (2020).

## Географія
Вілкерсон розташований за координатами 37°16′38″ пн. ш. 118°23′30″ зх. д. / 37.27722° пн. ш. 118.39167° зх. д. (37.277339, -118.391588).  За даними Бюро перепису населення США в 2010 році переписна місцевість мала площу 14,83 км², з яких 14,83 км² — суходіл та 0,00 км² — водойми.

## Демографія
Згідно з переписом 2010 року, у переписній місцевості мешкали 563 особи в 244 домогосподарствах у складі 173 родин. Густота населення становила 38 осіб/км².  Було 265 помешкань (18/км²).
Расовий склад населення:
| - 93,1 % — білих - 2,3 % — корінних американців - 0,9 % — азіатів - 0,2 % — вихідців з тихоокеанських островів |

До двох чи більше рас належало 2,7 %. Частка іспаномовних становила 9,4 % від усіх жителів.
За віковим діапазоном населення розподілялося таким чином: 17,8 % — особи молодші 18 років, 61,8 % — особи у віці 18—64 років, 20,4 % — особи у віці 65 років та старші. Медіана віку мешканця становила 51,2 року. На 100 осіб жіночої статі у переписній місцевості припадало 101,1 чоловіків;  на 100 жінок у віці від 18 років та старших — 97,9 чоловіків також старших 18 років.
Середній дохід на одне домашнє господарство  становив 88 002 долари США (медіана — 76 250), а середній дохід на одну сім'ю — 96 302 долари (медіана — 77 321). Медіана доходів становила 52 000 доларів для чоловіків та 45 000 доларів для жінок. За межею бідності перебувало 0,5 % осіб, у тому числі 0,0 % дітей у віці до 18 років та 3,3 % осіб у віці 65 років та старших.
Цивільне працевлаштоване населення становило 314 особи. Основні галузі зайнятості: освіта, охорона здоров'я та соціальна допомога — 17,8 %, роздрібна торгівля — 14,6 %, будівництво — 12,7 %, науковці, спеціалісти, менеджери — 11,8 %.